# Nycteridopsylla calceata
Nycteridopsylla calceata är en loppart som först beskrevs av Ioff et Labunets 1953.  Nycteridopsylla calceata ingår i släktet Nycteridopsylla och familjen fladdermusloppor. Inga underarter finns listade i Catalogue of Life.